# 乌兹别克斯坦地理
乌兹别克斯坦共和国位于中亚腹地，西南部与土库曼斯坦接壤，南部与阿富汗接壤，东部与塔吉克斯坦和吉尔吉斯斯坦接壤，北部和西部与哈萨克斯坦接壤，由于其邻国皆为内陆国家，因此乌兹别克成了目前世界上仅有的两个双重内陆国之一。东部属天山山系和吉萨尔山脉的西缘，山脉之间分布有费尔干纳盆地、泽拉夫尚谷地等，中部和西部是图兰低地，大部分为克孜勒库姆沙漠地区。
河流均为内流河，主要有阿姆河、锡尔河等。大部分地区属于温带大陆性气候，由西向东大陆性逐渐增强。平原地区气候干燥，夏季炎热，年降水量80~200毫米。山区较湿润，年降水量可达1000毫米。降水大部分集中在冬春两季。
地理位置优越，处于连结东西方和南北方的交通要冲的十字路口，古代曾是重要的商队之路的汇合点。